# IBM Informix
Az Informix az IBM egy relációs adatbázis-kezelő rendszer (RDBMS) termékcsaládja, amit az IBM kifejezetten az online tranzakció feldolgozásra próbál pozicionálni. 2001-ben felvásárolta az Informix Software céget.

## Történet

### 1980: Korai időszak
Roger Sippl és Laura King együtt dolgoztak a Cromemconál, amely egy korai S-100/CP/M-et használó cég volt, ahol közösen kifejlesztettek egy ISAM-technikán alapuló kis relációs adatbázist, egy riportkészítő szoftvercsomag részeként.
1980-ban Sippl és King kiléptek a Cromemco cégből, hogy megalapítsák a Relational Database Systems (RDS) céget. Első termékük, a Marathon lényegében a korai ISAM-munkájuk 16 bites változata volt, amelyet Onyx operációs rendszerre bocsátottak ki. Ez az operációs rendszer nem volt más, mint egy Zilog mikroprocesszorra írt korai Unix-változat.
Az RDS-nél figyelmük hamar az újonnan kiemelkedő RDBMS-piacra kezdett összpontosulni, és 1981-ben kiadták saját terméküket Informix (INFORMation on unIX) néven. Ez a termék magába foglalta a saját Informer nyelvüket is, valamint egy ACE reportkészítő rendszert is, amellyel ki lehetett nyerni, valamint meg lehetett jeleníteni adatokat az adatbázisból a felhasználó számára is könnyen olvasható formában. Volt még egy PERFORM képernyőtervező eszköz is a csomagban, mely a felhasználó számára lehetővé tette adatbázisból az adatok interaktív lekérdezését és szerkesztését. E termék legutolsó változata, a 3.30-as 1986 elején jelent meg a piacon.
1985-ben, bevezettek egy új SQL-alapú lekérdező motort az INFORMIX-SQL (vagy ISQL) 1.10 verzió részeként (1.00-es verziót sosem adtak ki). Ez a termék természetesen magába foglalta az ACE és PERFORM SQL variánsát is. A legjelentősebb különbség az ISQL és a korábbi Informix termék között az volt, hogy külön választották az adatbázis eléréshez szükséges kódot a motor egy processzébe (sqlexec), ahelyett, hogy direkt módon beépítették volna a kliensbe. Ezáltal létrehozták a kliens-szerver adatbázis architektúrát, ahol már az adatbázis és a kliens két teljesen külön gépen futhatott.
Igaz, hogy a korai 1980-as években az Informix megmaradt a kicsik szintjén, de amint a Unix és az SQL népszerűsége növekedni kezdett az 1980-as évek közepén, rájuk mosolygott a szerencse. 1986-ra elég naggyá váltak ahhoz, hogy sikerrel részvényt bocsátsanak ki, és hogy a cég nevét Informix Software-re változtassák. A termékek magukba foglalták az INFORMIX-SQL 2.00-s verzióját és az INFORMIX-4GL 1.00-t, természetesen mindkettő magába foglalta az adatbázis motort, éppúgy mint fejlesztő eszközöket is. Az I4GL a programozók számára, míg az ISQL a nem programozók számára nyújtott megfelelő eszközt a fejlesztéshez.
Ezután sok kiadás következett zsinórban, melyek magukba foglalták az új lekérdező motort, melyet eredetileg INFORMIX-Turbo-nak hívtak. Ezt az új RSAM-ra használták, mely egy nagyszerű teljesítményt nyújtott többfelhasználós környezetben az ISAM felett. A termék 1989-es 4.0-s verziójának kiadásával a Turbo-t átnevezték INFORMIX-OnLinera, ugyanis ez megengedett a koherens adatbázismentéseket, mialatt az adatbázis szerver online állapotban volt, és a felhasználók aktívan módosíthatták az adatokat. Az eredeti C-ISAM-on alapuló (ISAM) szervert leválasztották az eszközöktől (ISQL and I4GL) és elnevezték INFORMIX-SE (Standard Engine azaz szabványos motornak). Az Informix OnLine 5.00-s változatát 1990 legvégén adták ki, ez támogatta a teljes mértékű elosztott tranzakciót kétfázisú committal és tárolt eljárásokkal. Az 5.01-es verziót már triggereket is támogatott.

### 1988: Innovative Software felvásárlása
1988-ban az Informix megvásárolta az Innovative Softwaret, mely a DOS és Unix alapú SmartWare és WingZ nevű irodai rendszereket, valamint egy innovatív táblázatkezelő programot készített Apple Macintoshra.
A WingZet grafikus felhasználói felülettel látták el. Támogatta a nagyon nagy táblázatok kezelését és biztosított egy HyperCard-szerű programozási nyelvet, amelyet HyperScriptnek neveztek el. Az eredeti kiadás olyan sikeresnek bizonyult, hogy ez lett a második legelterjedtebb táblázatkezelő a Microsoft Excel mögött, bár sok WingZ-felhasználó szerint a program fölényesen verte versenytársát. 
1990-ben a WingZet elkezdték portolni sok más különböző platformra, leginkább Unix variánsokra. Ezen időszak alatt számos pénzügyi szervezet elkezdett Unix munkaállomásokba beruházni. Ezek jelentették számukra a kiutat az egyre inkább emelkedő tendenciát mutató asztali szükségletek kielégítésére, mivel képesek voltak modellezni hatalmas pénzügyi számításokat. Egy rövid időszakra a Wingzet sikerült jól pozicionálni a piac egy hiány (niche) szegmensében.
A Wingz valójában hiányt szenvedett a fejlesztésben és a marketing erőforrásokban, talán ez annak volt köszönhető, hogy sokáig általánosan félreértették a nem szerver-szoftver piacot. Az 1990-es évek elejére a WingZ elvesztette versenyképességét, és az Informix végül 1995-ben megvált tőle. Az Informix eladta a licenszet a Claris-nak, aki megfejelte egy korszerű GUI-val és Claris Resolve-nak nevezte el.

### 1994: Dinamikusan skálázható architektúra
Az irodai automatizálási termékeinek kudarca után az Informix újra fókuszálni kezdett a növekvő adatbázisszerver-piacra. 1994-ben a Sequent Computer Systemsszel való együttműködés részeként az Informix kiadta a 6.00-s verziót, mely új építőelemre építkezett, a dinamikusan skálázható architektúrára (DSA).
A DSA magába foglalta a termék magját képező motor jelentős mértékű átdolgozását, amely így már támogatta mind a horizontális, mind a vertikális párhuzamosítási lehetőségeket. Valójában egy többszálú magon alapult, amely jól illeszkedett a szimmetrikus multiprocesszoros rendszerek felé vezető úton. Ez irányban a Sequent úttörő jelentőségű volt, amit a többi főbb gyártó, mint például Sun Microsystems és a Hewlett-Packard valójában csak követett. A párhuzamosítás e két formája képessé tette a terméket arra, hogy skálázhatósága piacvezető szintű legyen, mind az OLTP, mind pedig az adattárház területén.
Manapság Informix Dynamic Server néven ismerhetjük. Rövid ideig Obsidian néven futott, és ezután keresztelték át Informix OnLine Dynamic Serverré. A 7-es verzió 1994-ben került a piacra, épp amikor az SMP rendszerek kezdtek népszerűvé válni és általánosan is a Unix elkezdett egy lehetséges szerveroperációs rendszerré válni. A 7-es verzió lényegében egy generációval fejlettebb volt versenytársainál, és következetesen megnyerte a teljesítményteszteket. Sikere azt eredményezte, hogy 1997-ben az Informix 2. helyen állt az adatbázisok világában, és ezzel meglepő könnyen kiszorította a Sybase-t a reflektorfényből.
A 7-es verzió sikerére építve az Informix kettéosztotta az alapadatbázis fejlesztési beruházásait. Az egyik rész, ami először XMP névre hallgatott (eXtended Multi-Processing) a 8-as verzió termékvonala lett, más néven XPS (eXtended Parallel Server). Ez a rész a bővítményekre tette a fókuszt az adattárházakban és a párhuzamosságban csúcsplatformokon, beleértve a shared-nothing platformokat is, mint például az IBM's RS-6000/SP.

### 1995: Illustra felvásárlása
A második fókuszpont, melyet az Illustra 1995-ös megvásárlásától számítunk, már objektum-relációs adatbázis (O-R) technológiára koncentrált. Illustra, melyet az ex-Postgres fejlesztői csoport tagjai írtak és egy adatbázis-úttörő, Michael Stonebraker vezetett, számos jellemzőt foglalt magába, melyek lehetővé tették, hogy teljesen formált objektumokat adjon vissza direktben az adatbázisból. Az adatbázis-kezelő ezen új tulajdonsága képes volt jelentősen csökkenteni a programozásra fordított időt sok projekt esetben. Továbbá az Illustrának volt egy olyan tulajdonsága, amit DataBlades'nek hívtak: megengedett új adattípusokat és jellemzőket felvenni opcionálisan az alapszerverbe. Ezek beépített megoldások voltak olyan nagy számú bonyolult SQL-problémákra, mint például időbeni sorosítás, rész- és multimédia-adatok kezelése. Az Informix beépítette az Illustra O-R leképzését és a DataBladeset is a 7.x OnLine termékébe. Ez vezetett a Informix Universal Servert (IUS), vagy még általánosabban, a 9-es verzióhoz.
Mindkét új verzió, a V8 (XPS) és a V9 (IUS) 1996-ban jelent meg a piacon. Az Informix első lett az adatbáziscégek "nagy hármasa" közül (az Oracle és a Sybase mellett), mégpedig azzal, hogy adatbázis-szerverében elsőként nyújtott beépített O-R támogatást. Az elemzők különös figyelmet szenteltek a DataBladesnek, mely hamarosan nagyon népszerűvé vált. Miután az Illustrával partnerséget kötöttek, tucatjával tűntek fel az évben az új architektúrára portolt változataik. Ezzel a többi gyártót is tülekedésre kényszerítette. Az Oracle bevezette a "grafted on"(?) csomagot idősorosítás támogatására 1997-ben. A Sybase külső csomagért egy külső gyártóhoz kényszerült fordulni, meglehetősen kényelmetlen megoldás gyanánt.

### 1997: a vezetés hibái
Marketingbukások, valamint a szerencsétlen vezetés és a vállalat nem megfelelő módon való kormányzása árnyékként vetült a Informix technikai sikereire. 1997. április 1-jén az Informix bejelentette: összbevétele a tervezettnél 100 millió dollárral kevesebb lesz. Miközben az incidens megtörténte előtti napon állt a vállalat sikereinek csúcsán. Amellett, hogy folytatta technológiája fejlesztését, a menedzsmentproblémák miatt – melyeket a vezérigazgató menesztése követett 1997-ben – a cég már soha nem nyerte vissza azt a hajtóerejét, amit a 7.x verzió sikerere adott számukra.

#### A vezetési hibák utóhatásai
2002 novemberében Phillip White-ot – az 1997-ben kilépett Informix korábbi vezérigazgatót – a Szövetségi Ügyészség vád alá helyezte 8 rendbeli értékpapír-hamisítása, ill. egyéb postai és gazdasági bűncselekményekért. 13 hónappal később vádalkut kötött és beismerte bűnösségét egyetlen vádpontban: hamis bejegyzési nyilatkozat kitöltésében az amerikai Értékpapír- és Tőzsdefelügyeletnél.
2004 májusában az amerikai Igazságügyi Minisztérium bejelentette, hogy White-ot 2 hónap letöltendő szabadságvesztésre ítéli szövetségi börtönben, gazdasági bűncselekményekért, valamint 10 000 dolláros bírságra, továbbá 2 év felfüggesztett szabadságvesztésre és 300 órás közmunkára. A közlemény rámutatott arra, hogy a részvényeseknek okozott kár összege észszerűen nem megállapítható a rendelkezésre álló tények ismeretében. White korábbi védegyezségében a határozott idejű börtönbüntetés nem volt hosszabb 12 hónapnál.
A német állampolgárságú és német tartózkodási helyű Walter Königsedert, a vállalat európai ügyekért felelős alelnökét szintén vád alá helyezte a Szövetségi Esküdtszék, de az Egyesült Államok képtelen volt elérni a kiadatását.
2005 novemberében megjelent egy az Informix Software tündöklésével és bukásával foglalkozó könyv, amit maga Phil White vezérigazgató publikált. Megjelent egy másik könyv is (angolul The Real Story of Informix Software and Phil White: Lessons in Business and Leadership for the Executive team) amely egy sokáig az Informix alkalmazottjaként foglalkoztatott dolgozótól jelent meg: belső betekintést ad a vállalat életébe és részletesen bemutatja, időrendben haladva, kezdeti sikereit a végső bukásig, és hogy került Phil White vezérigazgató végül börtönbe.

### 2001: további felvásárlások
A 2000-es évtől kezdődően az Informix történetében a fő események többé már nem a technikai innovációk körül koncentrálódtak. Az év márciusában az Informix felvásárolta az Ardent Software-t, azt a céget, melynek története összeolvasztásokról és felvásárlásokról szólt. A felvásárlás többdimenziós motorokkal bővítette a UniVerse és UniData (gyűjtő néven U2-ként ismeretes), a már akkor is számos adattárház-orientált SQL-motort támogató listát, mely nem csak az Informix örökölt termékeit tartalmazta, de egy Red Brick, azaz vörös tégla nevű, adattárház-orientált SQL-motort is, valamint egy Cloudscape nevű, 100%-osan Javaban írt SQL-motort. Utóbbi később az SQL J2EE-val együtt csomagolt referencia-implementációja lett.
Bevásárlások szerinti sorrendben az Informix termékpalettája a következőket tartalmazta:
- Informix C-ISAM – az eredeti Marathon adatbázis legfrissebb változata.
- Informix SE – alacsony szintű rendszer a beágyazott alkalmazásokhoz.
- Informix OnLine – komplett rendszer közepes méretű adatbázisok kezelésére.
- Informix Extended Parallel Server (XPS, V8) – V7 kódon alapuló, magas szintű verzió nagy méretű, szétosztott gépeket futó adatbázisokhoz.
- Informix Universal Server (V9) – a V7 OnLine motor kombinációja O-R leképzéssel és DataBlade-támogatás az Illustrahoz
- Informix-4GL – negyedik generációs nyelv-alkalmazás programozók számára.
- Red Brick Warehouse – adattárház-termék.
- Cloudscape – egy teljesen Java-ban írt RDBMS, mely illeszkedik egyfelől mobileszközök, másfelől a J2EE technológia által meghatározott architektúrákhoz. 2004-ben a Cloudscape-et az IBM kiadta nyílt forráskódú adatbázisként, hogy az Apache Software Foundation menedzselje tovább Derby néven.
- U2 suite, UniVerse és UniData – többdimenziós adatbázisok: hálózatokat, hierarchiákat, tömböket és más adattípusokat kínálnak fel, melyek nehezen modellezhetők SQL-ben.

### Az IBM átveszi az Informixet
2000 júliusában az Ardent volt vezérigazgatója, James D. Foy lett az Informix új vezérigazgatója, és hamarosan átszervezte a vállalatot, hogy sokkal vonzóbb felvásárlási célpont legyen. Fő lépése az volt, hogy teljesen leválasszák a mindenfajta adatbázis-motorhoz kapcsolódó technikákat az alkalmazásoktól és a különböző segédeszközöktől.
2001-ben az IBM kihasználva az átszervezést, egy a Walmarttól (az Informix legnagyobb ügyfele) jött javaslatra megvette az Informixtól az adatbázis-technológiát, brandet, a jövőbeli fejlesztési terveket (egy nemzetközi projektet, kódnevén "nyílhegy"), és az ezekre épülő több mint 100 000-es ügyfélbázist. A megmaradt alkalmazás- és fejlesztőeszköz-készítő céget átnevezték Ascential Software-re.
2005 májusában az IBM megvette az Ascentialt, és újra egyesítette az Informix erőit az IBM Information Management Software termékportfóliója alatt.

### Jelenlegi tervek
Az IBM-nek mind az Informix-szel, mind a DB2-vel hosszú távú tervei vannak. Mindkét adatbázisrendszer a jövőben meg fogja osztani egymással beépített technológiáit. 2005 elején az IBM kiadta a 10-es verziót Informix Dynamic Server (IDS) néven. 2007-ben várható a IDS következő kiadása ("Cheetah" kódnéven).